# Cimetière de l'Ouest (Boulogne-Billancourt)
Pour les articles homonymes, voir Cimetière de l'Ouest.
Le cimetière de l'Ouest, appelé aussi ancien cimetière de Boulogne, est situé à Boulogne-Billancourt dans les Hauts-de-Seine,.

## Description
Le centre du cimetière est constitué d’une placette circulaire au centre de laquelle se trouve un petit obélisque qui surmonte l’ossuaire du cimetière : les noms de ceux ayant perdu leur concession y sont indiqués.
Huit caveaux, certains restaurés, d'autres très abimés, de la Société du Mont Horeb active dans la première partie du XXe siècle se trouvent dans la parcelle de l'extrémité sud-est du cimetière. De telles sociétés (ou Hevra Kaddisha) permettent à des Juifs d'assurer l'inhumation des leurs suivant la loi juive.

## Historique
Ce cimetière est en réalité le troisième de la commune. Le premier, datant du Moyen Âge, se trouvait près de l’église. En 1810, le deuxième cimetière fut placé sur le site de Longchamp.
Il fut exproprié en 1854 pour la construction de l'hippodrome de Longchamp, et c'est en 1856 que fut prise la décision d'en ouvrir un nouveau, rue de l'Ouest. La construction eut lieu de 1857 à 1858.

## Personnalités
- Paul Adam (1863–1920), homme de lettres. Sa tombe est ornée d'une pietà de Paul Landowski ;
- Joseph Bernard (1866–1931), sculpteur, et son fils Jean (1908-1994), fresquiste ;
- Philippe de Bourgoing (1827–1882), écuyer de Napoléon III et député ;
- Jean Brunhes (1869–1930), géographe (division 4) ;
- Les bourreaux Louis Deibler (1823–1904) et son fils Anatole Deibler (1863–1939) (division 2) ;
- Raymond Delamarre (1890–1986), sculpteur et médailleur (division 4) ;
- Jane Demarsy (née Anne Darlaud 1865–1937), comédienne peinte par Renoir et Manet (division 5) ;
- Bernard Destremeau (1917–2002), joueur de tennis et homme politique (division 4) ;
- Gabrielle Dorziat (1880–1979), actrice ;
- Hector Fabre (1834–1910), écrivain, sénateur, diplomate canadien ;
- Jean Falp (1868–1943), architecte espagnol ;
- Renée Faure (1918–2005), comédienne. membre de l'Institut (division 5) ;
- Gabriel Ferrier (1847–1914), peintre ;
- Sir Francis Clare Ford (1828–1899), diplomate britannique, fils de Richard Ford ;
- José Frappa (1854–1904), peintre, et son fils Jean-José Frappa (1882-1939), homme de lettres et critique de cinéma ;
- André Frédérique (1915–1957), poète ;
- André Giresse (1922–2008), magistrat ;
- Paul Grimault (1905–1994), dessinateur et producteur de dessins animés (division 9) ;
- Juan Gris (1887–1927), peintre cubiste (division 1) ;
- Le chanteur C. Jérôme (né Claude Dhôtel 1946–2000)[6], à la division 4 ;
- Jacques-Edmond Leman (1829-1889), peintre et illustrateur ;
- Paul Marmottan (1856–1932), collectionneur[7], à la division 6 (chapelle) ;
- Chapelle funéraire de la famille Menier (des chocolats) ;
- Xavier de Montépin (1823–1902), romancier populaire (division 6).
- Marcel Noguès (1895–1919), as de l'aviation ;
- Denis Savignat (1937–1998), acteur ;
- Gérard Séty (né Plouviez 1922–1998), comédien et parodiste ;

## Galerie de photographies

Illustrations
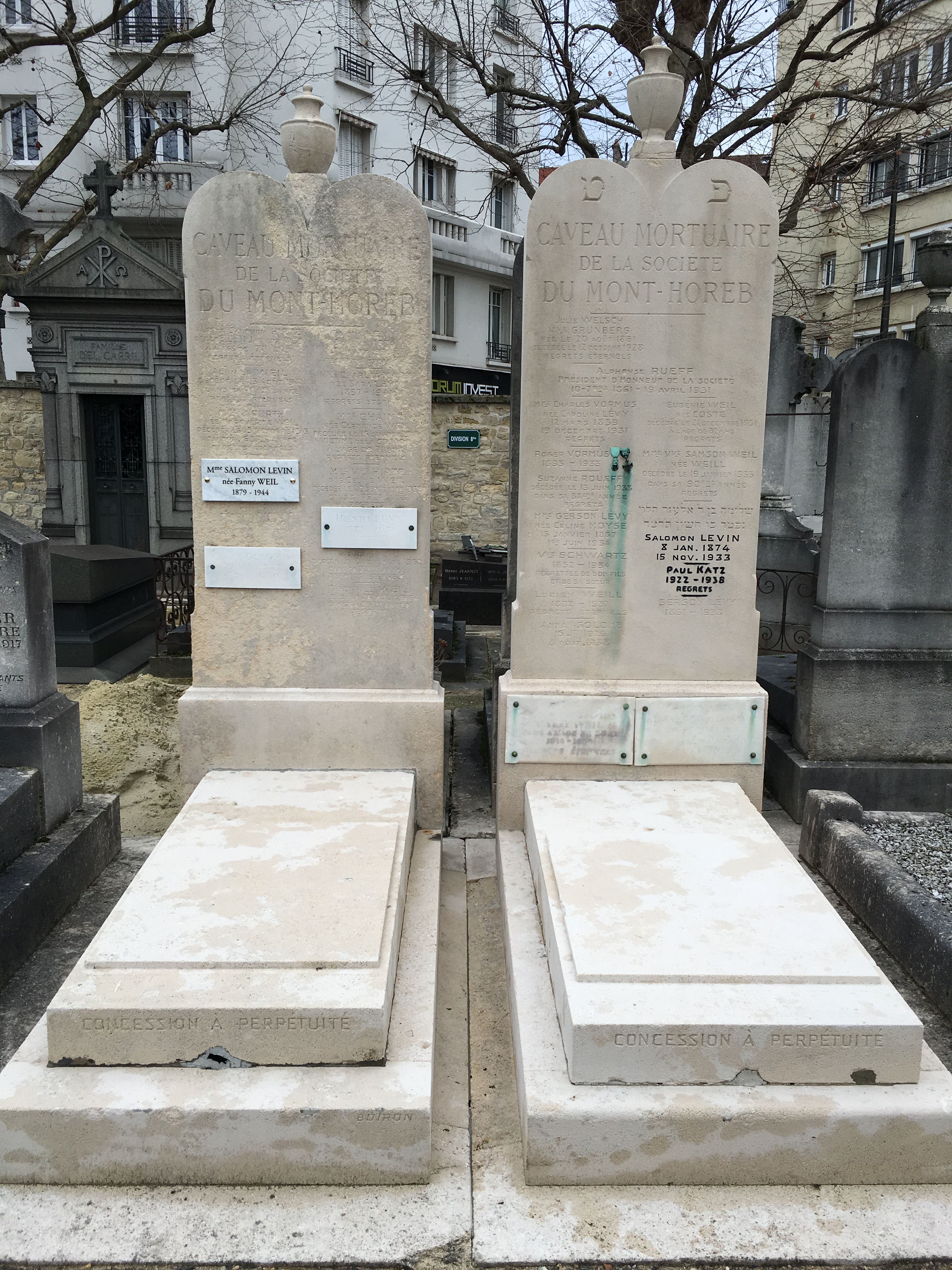
Deux caveaux de la société du Mont Horeb.
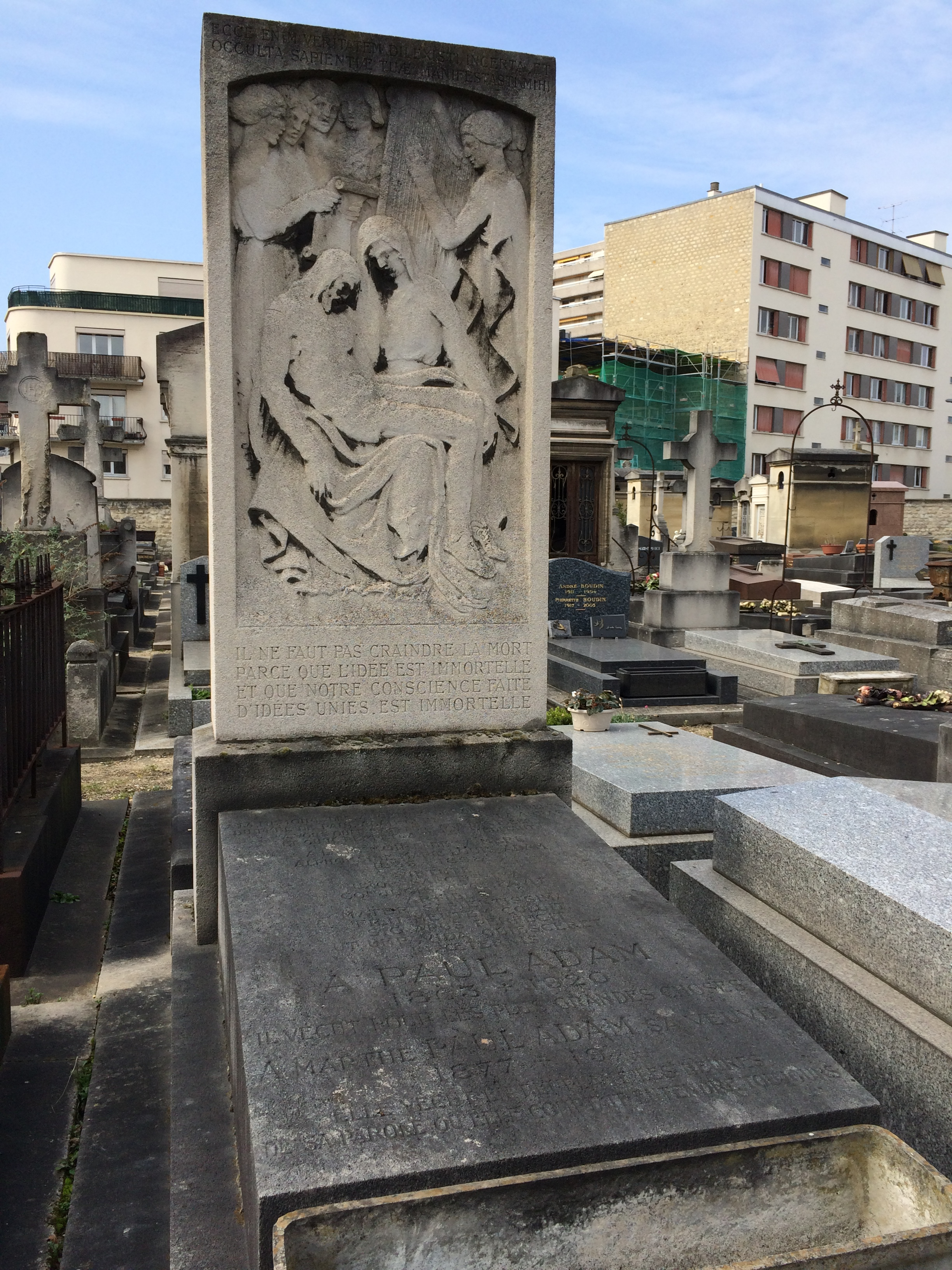
Tombe de Paul Adam avec un bas-relief de Paul Landowski.
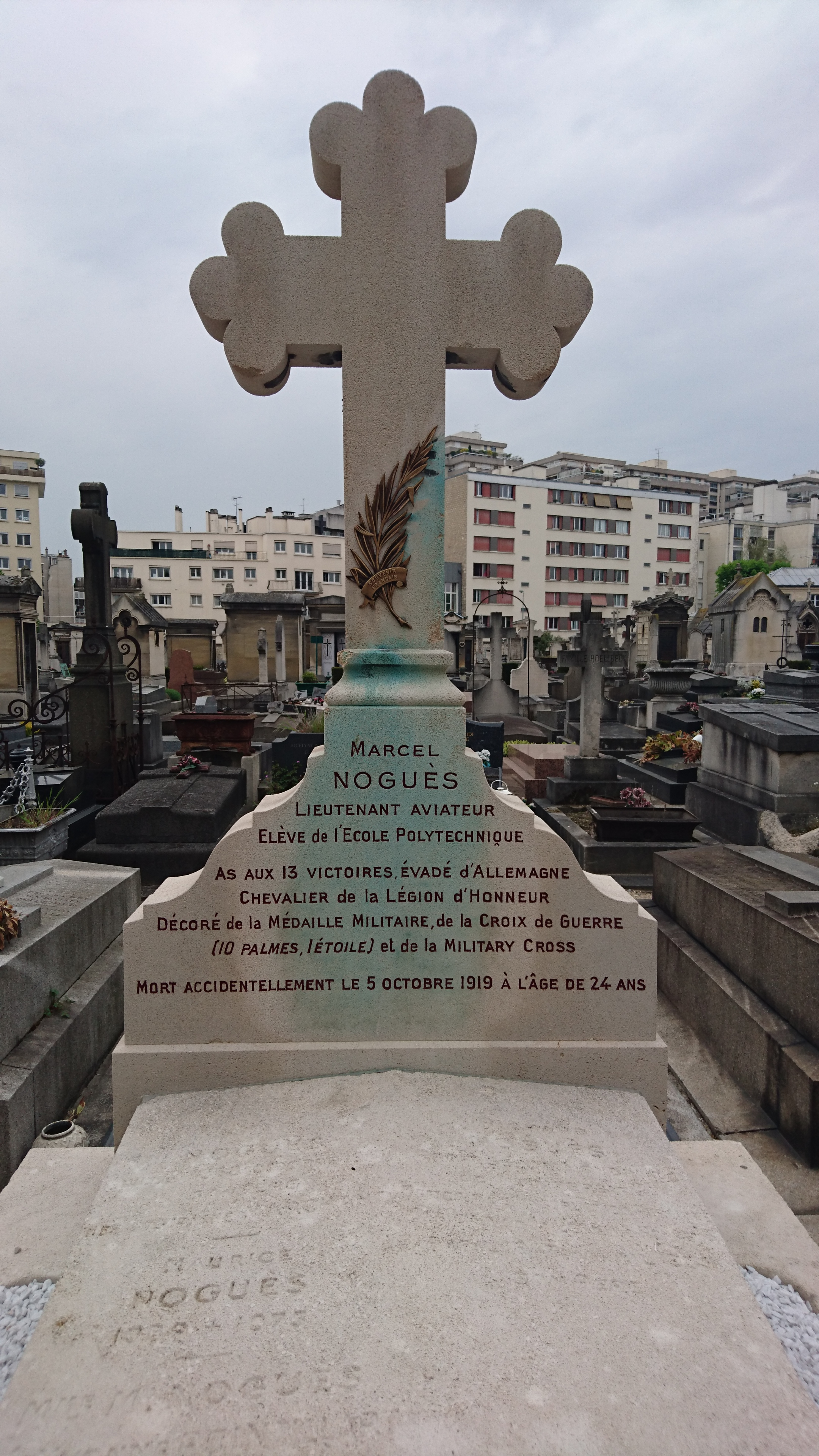
Tombe de Marcel Noguès.
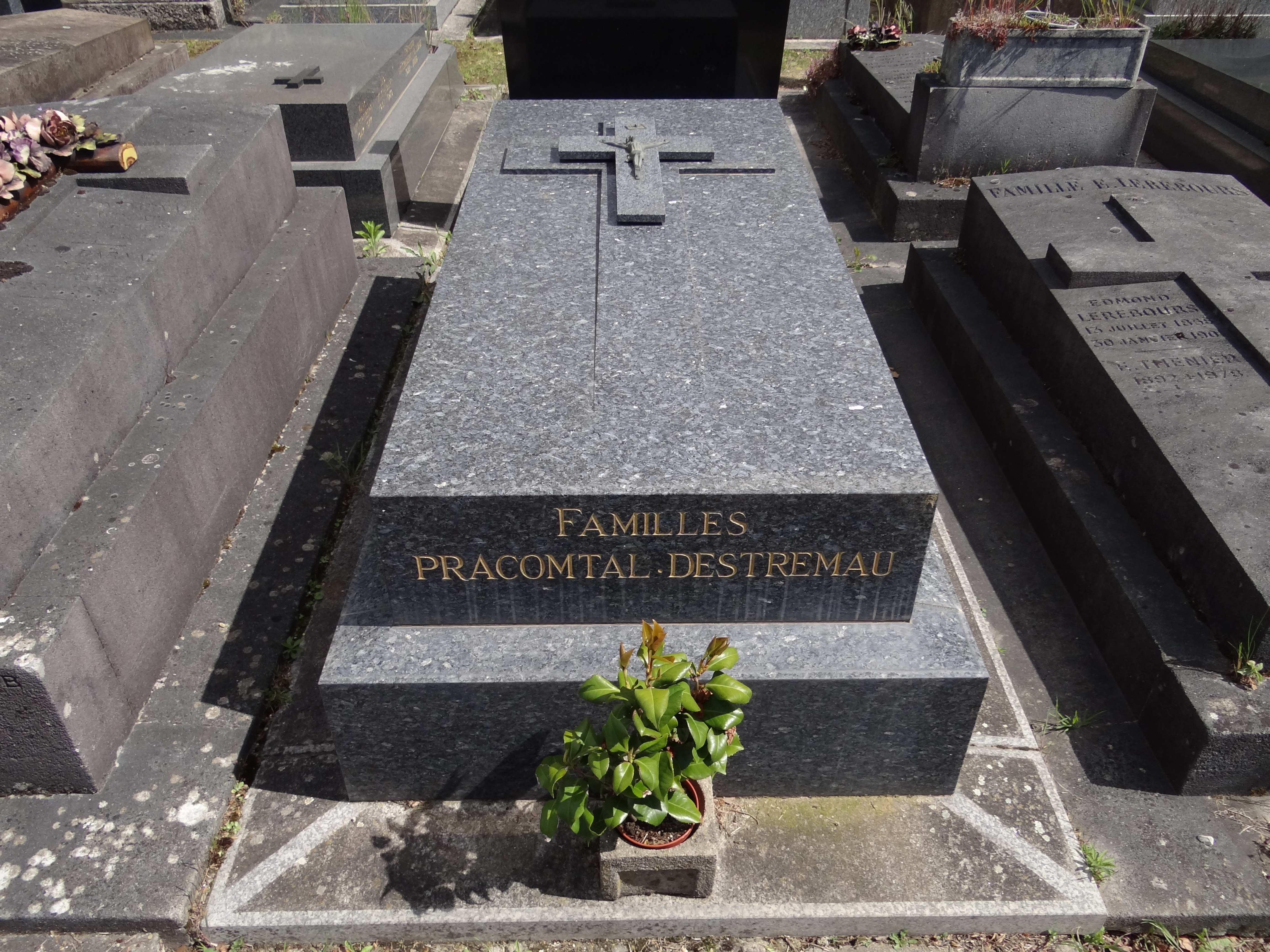
Tombe de Bernard Destremau.
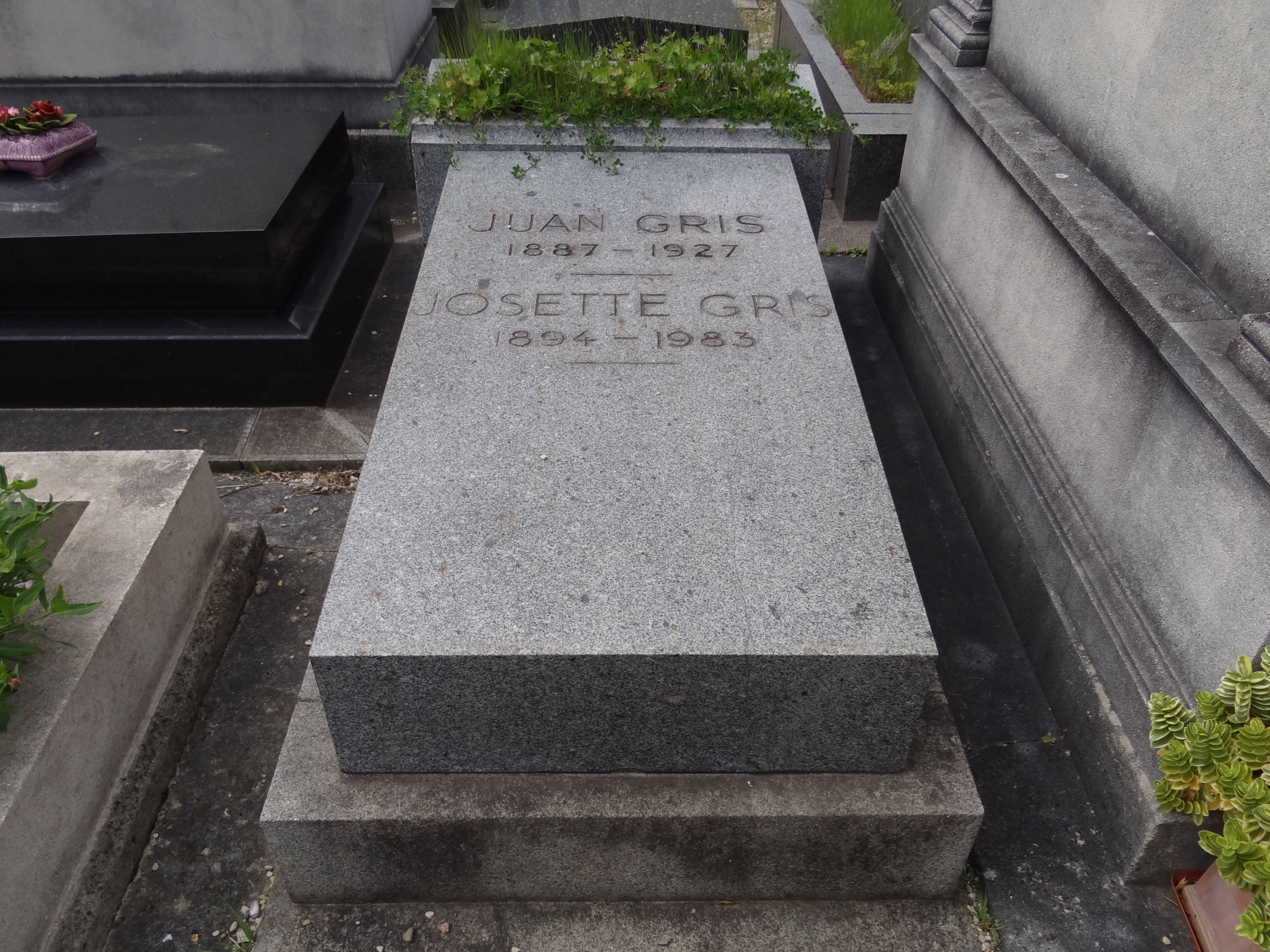
Tombe de Juan Gris.
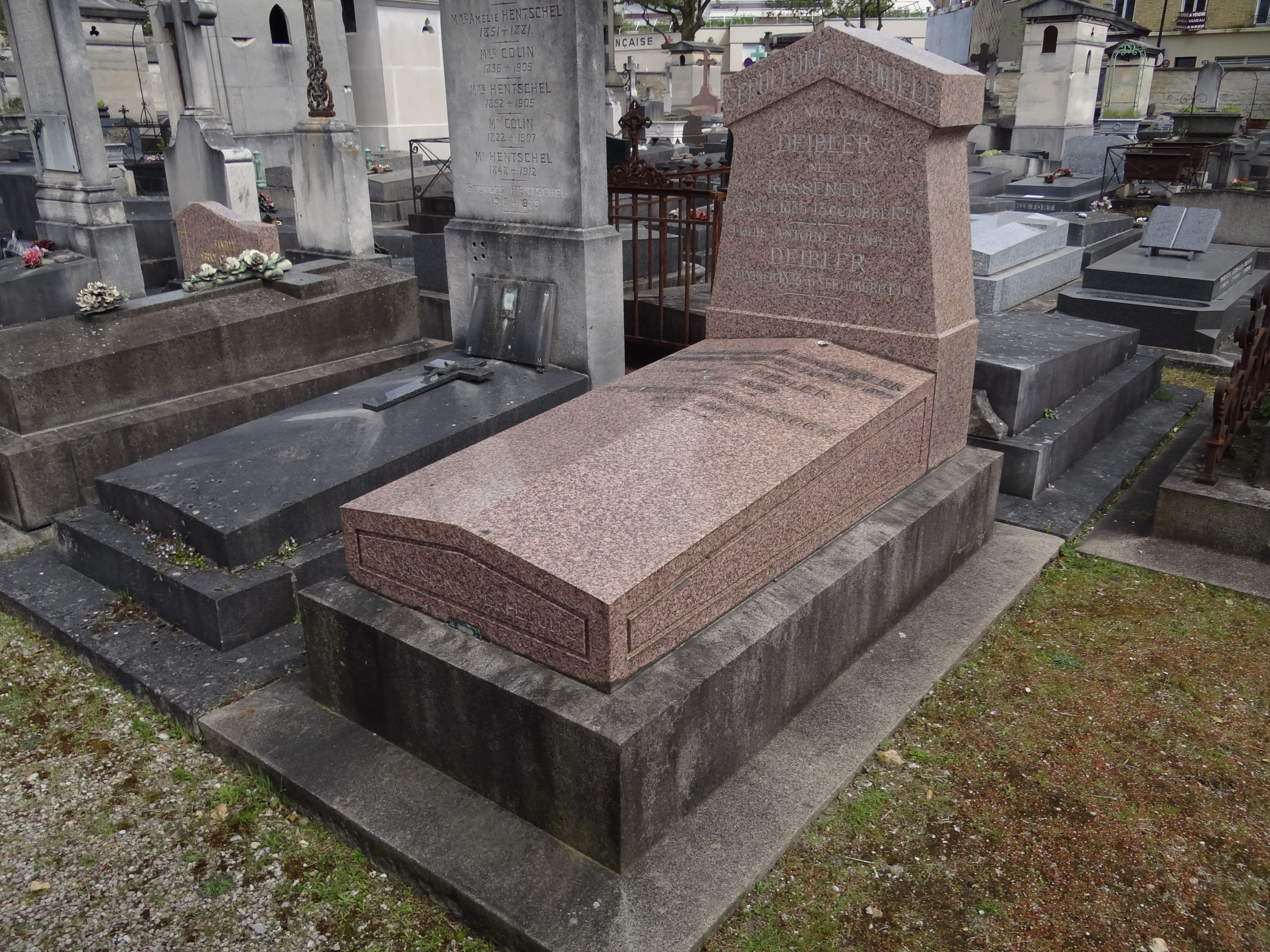
Tombe de Louis et d'Anatole Deibler.
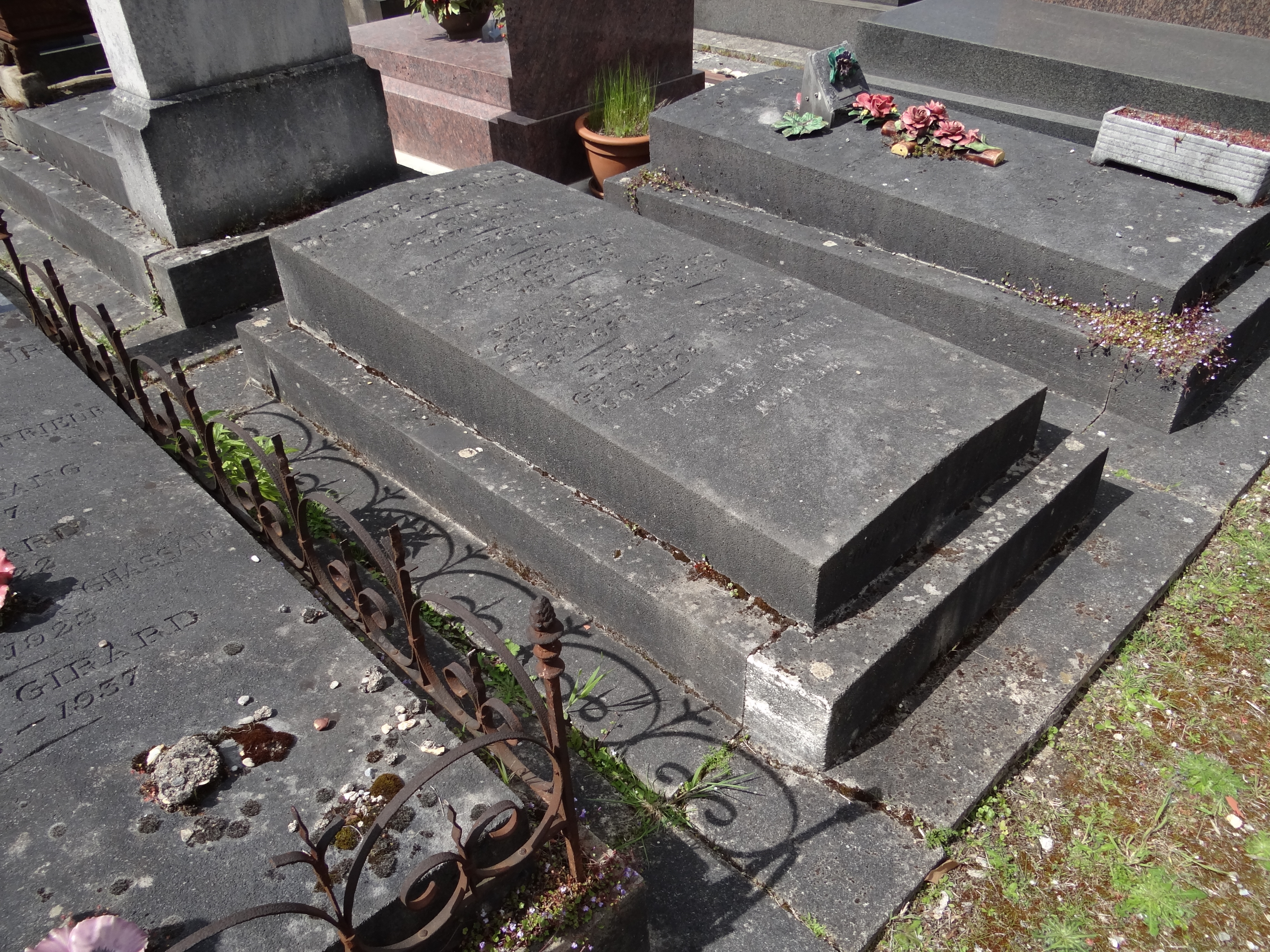
Tombe de Paul Grimault.